# Bernard Guilhem
Pour les articles homonymes, voir Guilhem.
Pas d'image ? Cliquez ici

a Compétitions nationales et continentales officielles uniquement.

b Matchs officiels uniquement.
Bernard Guilhem, né le 18 juin 1953  à Carcassonne, est un joueur de rugby à XIII dans les années 1970 au poste d'ailier, de centre ou de demi d'ouverture. Il est régulièrement appelé en équipe de France.
Formé à la MJC de Carcassonne, il rejoint l'AS Carcassonne XIII et devient rapidement titulaire au sein de cette équipe. Il se construit un grand palmarès à travers ce club en remportant le Championnat de France en 1972 et 1976, ainsi que le titre de  Coupe de France en 1977 aux côtés des frères Élie Bonal et Jean-Marie Bonal, André Ruiz, Adolphe Alésina et Guy Alard.
Fort de ses performances en club, il est sélectionné à onze reprises en équipe de France entre 1971 et 1978, prenant part au titre de Coupe d'Europe des nations en 1977, sélection emmenée par son capitaine José Calle, et deux participations à la Coupe du monde en 1972 et 1975.

## Palmarès
- Collectif :
  - Vainqueur de la Coupe d'Europe des nations : 1977 (France).
  - Vainqueur du Championnat de France : 1972 et 1976[1] (Carcassonne).
  - Vainqueur de la Coupe de France : 1977 (Carcassonne).
  - Finaliste du Championnat de France : 1977 et 1979 (Carcassonne).
  - Finaliste de la Coupe de France : 1973[2], 1979 et 1980[2] (Carcassonne).

### Détails en sélection de rugby à XIII
| 1. | 21 novembre 1971 | Nouvelle-Zélande | 2-24  | Test-match     | Ailier           | -  | - | - | - |
| 1. | 28 novembre 1971 | Nouvelle-Zélande | 3-3   | Test-match     | Ailier           | -  | - | - | - |
| 2. | 6 février 1972   | Grande-Bretagne  | 9-10  | Test-match     | Ailier           | -  | - | - | - |
| 1. | 28 octobre 1972  | Nouvelle-Zélande | 20-9  | Coupe du monde | Demi d'ouverture | 8  | - | 4 | - |
| 2. | 1er janvier 1972 | Grande-Bretagne  | 4-13  | Coupe du monde | Demi d'ouverture | -  | - | - | - |
| 6. | 5 novembre 1972  | Australie        | 9-31  | Coupe du monde | Remplaçant       | -  | - | - | - |
| 1. | 17 octobre 1975  | Nouvelle-Zélande | 12-12 | Coupe du monde | Centre           | 6  | - | 3 | - |
| 6. | 26 octobre 1975  | Australie        | 2-41  | Coupe du monde | Centre           | 2  | - | 1 | - |
| 6. | 6 novembre 1975  | Pays de Galles   | 2-23  | Coupe du monde | Centre           | 2  | - | 1 | - |
| 6. | 20 février 1977  | Pays de Galles   | 13-2  | Coupe d'Europe | Centre           | 10 | - | 5 | - |
| 6. | 5 mars 1978      | Angleterre       | 11-13 | Coupe d'Europe | Centre           | 8  | - | 4 | - |